# Skørping
Skørping is een plaats en voormalige gemeente in Denemarken.

## Voormalige gemeente
De oppervlakte bedroeg 238,15 km². De voormalige gemeente telde 9835 inwoners waarvan 4947 mannen en 4888 vrouwen (cijfers 2005).
De oud gemeente valt sinds de herindeling van 2007 onder de nieuw gevormde gemeente Rebild.
De hoofdplaats van gemeente Skørping was Terndrup.

## Plaats
De plaats Skørping telt 2695 inwoners (2006) en ligt in het midden van Rold Skov. Het dorp heeft een station dat het eindpunt is van Aalborg Nærbane, een lokale treindienst in de agglomeratie Aalborg.

## Geboren
- Bo Svensson (1979), voetballer

- Gemeinsame Normdatei: 4400622-6
- Virtual International Authority File: 238104959